# Saint-Hilaire-le-Vouhis
Saint-Hilaire-le-Vouhis ist eine französische Gemeinde mit 1.095 Einwohnern (Stand: 1. Januar 2022) im Département Vendée in der Region Pays de la Loire. Sie gehört zum Arrondissement La Roche-sur-Yon und ist Teil des Kantons Chantonnay. Die Einwohner heißen Voulraisiens.

## Geografie
Saint-Hilaire-le-Vouhis liegt etwa 27 Kilometer ostnordöstlich von La Roche-sur-Yon. Die Gemeinde wird im Süden vom Fluss Vouraie begrenzt. Umgeben wird Saint-Hilaire-le-Vouhis von den Nachbargemeinden Saint-Martin-de-Noyers im Norden und Nordwesten, Sainte-Cécile im Nordosten, Chantonnay im Osten, Bournezeau im Süden sowie Fougeré im Westen und Südwesten.
Durch die Gemeinde hindurch führt die Autoroute A83. 

## Bevölkerungsentwicklung
| Jahr                      | 1962 | 1968 | 1975 | 1982 | 1990 | 1999 | 2006 | 2013 |
| Einwohner                 | 920  | 816  | 738  | 757  | 819  | 763  | 916  | 1012 |
| Quelle: Cassini und INSEE |      |      |      |      |      |      |      |      |

## Sehenswürdigkeiten
Siehe auch: Liste der Monuments historiques in Saint-Hilaire-le-Vouhis
- Kirche Saint-Hilaire

## Persönlichkeiten
- Henri Adolphe Archereau (1819–1893), Wissenschaftler im Bereich der Elektrotechnik